# Mistrzostwa Europy w Lekkoatletyce 2016 – skok wzwyż mężczyzn
Skok wzwyż mężczyzn – jedna z konkurencji rozegranych podczas lekkoatletycznych mistrzostw Europy na Stadionie Olimpijskim w Amsterdamie.

## Terminarz
| Data     | Godzina |            |
| -------- | ------- | ---------- |
| 9 lipca  | 14:10   | Eliminacje |
| 10 lipca | 17:00   | Finał      |

## Rekordy
Tabela prezentuje rekord świata, rekord Europy oraz rekord mistrzostw Europy.
|                          | Zawodnik          | Wynik | Miejsce   | Data                 |
| ------------------------ | ----------------- | ----- | --------- | -------------------- |
| Rekord świata            | Javier Sotomayor  | 2,45  | Salamanka | 27 lipca 1993(dts)   |
| Rekord mistrzostw Europy | Andriej Silnow    | 2,36  | Göteborg  | 9 sierpnia 2006(dts) |
| Rekord Europy            | Patrik Sjöberg    | 2,42  | Sztokholm | 30 czerwca 1987(dts) |
| Rekord Europy            | Bohdan Bondarenko | 2,42  | Nowy Jork | 14 czerwca 2014(dts) |

## Przebieg zawodów

### Eliminacje
- Minimum kwalifikacyjne: 2,25 m (Q) lub 12 najlepszych rezultatów (q). Opracowano na podstawie materiału źródłowego[1].

| Poz. | Grupa | Zawodnik               | Reprezentacja   | Próby | Próby | Próby | Próby | Próby | Wynik | Uwagi |
| Poz. | Grupa | Zawodnik               | Reprezentacja   | 2,09  | 2,14  | 2,19  | 2,23  | 2,25  | Wynik | Uwagi |
| ---- | ----- | ---------------------- | --------------- | ----- | ----- | ----- | ----- | ----- | ----- | ----- |
| 1    | A     | Miguel Ángel Sancho    | Hiszpania       | o     | o     | o     | o     | o     | 2.25  | Q,    |
| 1    | A     | Eike Onnen             | Niemcy          | –     | o     | o     | o     | o     | 2.25  | Q     |
| 1    | A     | Robbie Grabarz         | Wielka Brytania | –     | –     | o     | o     | o     | 2.25  | Q     |
| 1    | B     | Chris Baker            | Wielka Brytania | –     | o     | o     | o     | o     | 2.25  | Q     |
| 1    | B     | Gianmarco Tamberi      | Włochy          | –     | –     | o     | o     | o     | 2.25  | Q     |
| 6    | A     | Jaroslav Bába          | Czechy          | –     | o     | xo    | o     | o     | 2.25  | Q     |
| 6    | A     | Dimitrios Chondrokukis | Cypr            | –     | xo    | o     | o     | o     | 2.25  | Q, =  |
| 8    | A     | Vasilios Konstantinou  | Cypr            | –     | xo    | o     | xo    | o     | 2.25  | Q, =  |
| 9    | B     | Andrij Procenko        | Ukraina         | o     | o     | o     | xxo   | xo    | 2.25  | Q     |
| 10   | B     | Kyriakos Ioannou       | Cypr            | –     | –     | o     | o     | xxo   | 2.25  | Q     |
| 10   | B     | Tichomir Iwanow        | Bułgaria        | –     | o     | o     | o     | xxo   | 2.25  | Q     |
| 12   | A     | Konstadinos Baniotis   | Grecja          | –     | xo    | o     | o     | xxo   | 2.25  | Q     |
| 13   | A     | Dmitrij Krojter        | Izrael          | o     | o     | o     | o     | xxx   | 2.23  | =     |
| 13   | A     | Eugenio Rossi          | San Marino      | –     | –     | o     | o     | xxx   | 2.23  |       |
| 15   | B     | Matúš Bubeník          | Słowacja        | o     | o     | o     | xo    | xxx   | 2.23  |       |
| 16   | B     | Sylwester Bednarek     | Polska          | –     | o     | xo    | xo    | xxx   | 2.23  |       |
| 17   | A     | Raivydas Stanys        | Litwa           | o     | o     | o     | xxo   | xxx   | 2.23  |       |
| 18   | A     | Jurij Krymarenko       | Ukraina         | o     | xo    | o     | xxo   | xxx   | 2.23  |       |
| 19   | A     | Pawieł Sieliwierstau   | Białoruś        | –     | o     | o     | xxx   |       | 2.19  |       |
| 19   | B     | Simón Siverio          | Hiszpania       | o     | o     | o     | xx–   | x     | 2.19  |       |
| 21   | B     | Dimitro Jakowenko      | Ukraina         | o     | o     | xo    | xxx   |       | 2.19  |       |
| 22   | B     | Barry Pender           | Irlandia        | o     | xo    | xxx   |       |       | 2.14  |       |
| 23   | B     | Dzmitryj Nabokau       | Białoruś        | xo    | xxx   |       |       |       | 2.09  |       |

## Finał
Opracowano na podstawie materiału źródłowego.
| Poz. | Zawodnik               | Reprezentacja   | Próby | Próby | Próby | Próby | Próby | Wynik | Uwagi |
| Poz. | Zawodnik               | Reprezentacja   | 2,19  | 2,24  | 2,29  | 2,32  | 2,40  | Wynik | Uwagi |
| ---- | ---------------------- | --------------- | ----- | ----- | ----- | ----- | ----- | ----- | ----- |
| 01 ! | Gianmarco Tamberi      | Włochy          | o     | o     | o     | o     | xxx   | 2.32  |       |
| 02 ! | Robbie Grabarz         | Wielka Brytania | o     | xo    | o     | xxx   |       | 2.29  |       |
| 03 ! | Chris Baker            | Wielka Brytania | o     | o     | xo    | xxx   |       | 2.29  | PB    |
| 03 ! | Eike Onnen             | Niemcy          | o     | o     | xo    | xxx   |       | 2.29  |       |
| 5    | Tichomir Iwanow        | Bułgaria        | o     | o     | xxx   |       |       | 2.24  |       |
| 6    | Konstadinos Baniotis   | Grecja          | xxo   | o     | xxx   |       |       | 2.24  |       |
| 7    | Jaroslav Bába          | Czechy          | o     | xo    | xx-   | x     |       | 2.24  |       |
| 7    | Dimitrios Chondrokukis | Cypr            | o     | xo    | xx-   | x     |       | 2.24  |       |
| 9    | Vasilios Konstantinou  | Cypr            | o     | xxo   | xxx   |       |       | 2.24  |       |
| 9    | Andrij Procenko        | Ukraina         | o     | xxo   | xx    |       |       | 2.24  |       |
| 10 ! | Kyriakos Ioannou       | Cypr            | –     | –     | xxx   |       |       | NM    |       |
| 10 ! | Miguel Ángel Sancho    | Hiszpania       | xxx   |       |       |       |       | NM    |       |